# Wilson megye (Észak-Karolina)
Wilson megye az Amerikai Egyesült Államokban, azon belül Észak-Karolina államban található. Megyeszékhelye és legnagyobb városa Wilson. Lakosainak száma 78 784 fő (2020. április 1.). Wilson megye Nash, Edgecombe, Pitt, Greene, Wayne és Johnston megyékkel határos.

## Népesség
A megye népességének változása:
| Lakosok száma | 81 289 | 81 450 | 81 755 | 81 667 | 81 714 | 78 784 |
|               | 2010   | 2011   | 2012   | 2013   | 2015   | 2020   |